# Gare de Hokkeguchi
La gare de Hokkeguchi (法華口駅, Hokkeguchi-eki) est une gare ferroviaire localisée dans la ville de Kasai, dans la préfecture de Hyōgo au Japon. La gare est exploitée par la compagnie Hōjō Railway,sur la ligne Hōjō .

## Disposition des quais
La gare de Abiki est une gare disposant d'un quai et d'une voie.

| N° de voie | Ligne  | Direction    |
| ---------- | ------ | ------------ |
| 1          | ▆ Hōjō | Ao/Hōjōmachi |

## Gares/Stations adjacentes
| Direction Ao | Ligne Hōjō | Ligne Hōjō | Ligne Hōjō | Direction Hōjōmachi |
| Tahara       |            | Local 普通 |            | Harima-Shimosato    |